# Таллинский переход
Таллинский переход (Таллинский прорыв, Таллинская трагедия, минное сражение Юминда) — эвакуация основных сил Балтийского флота под командованием вице-адмирала В. Ф. Трибуца и войск 10-го стрелкового корпуса из Таллина в Кронштадт в конце августа 1941 года.
Из Таллина вышли 225 кораблей и судов (в том числе 151 военный корабль, 54 вспомогательных судна, 20 транспортов). До Кронштадта дошли 163 из них (132 военных корабля, 29 вспомогательных судов, 2 транспорта), а также неустановленное число малотоннажных гражданских судов и плавсредств, не подчинённых Военному совету флота. Во время перехода погибли 62 корабля и судна (19 боевых кораблей и катеров, 25 вспомогательных судов, 18 транспортов).

## Военно-стратегическая ситуация
К началу Великой Отечественной войны Таллин был главной базой Балтийского флота. Город не был подготовлен к обороне с суши и с моря, поскольку находился далеко от границы и появления противника советское командование не предполагало. Однако уже 9 июля передовые части немецкой группы армий «Север» ворвались в Марьямаа, что в 60 км южнее Таллина. К 15 июля удалось остановить немецкое наступление и даже потеснить его части назад к Пярну, угроза Таллину устранена не была.
23 июля немецкие войска после перегруппировки возобновили наступление, прорвали фронт и устремились к Финскому заливу. 5 августа была перерезана железная дорога Таллин — Ленинград, а 7 августа немецкие войска вышли к заливу в районе Кунда, отрезав советские войска в районе Таллина от основных сил советского Северного фронта. С 5 августа началась Таллинская оборона. Город защищали 10-й стрелковый корпус, многочисленные мелкие разрозненные части, спешно сформированные отряды моряков флота, сил НКВД и народного ополчения.
Вопрос об эвакуации флота и промышленного оборудования из Таллина поднимался командованием Балтийского флота ещё с начала июля 1941 года, но встречал категорический отказ со стороны главнокомандующего Северо-Западным направлением К. Е. Ворошилова и народного комиссара ВМФ Н. Г. Кузнецова. Более того, от защитников Таллина требовали нанесения сильных контрударов по войскам врага. Это характеризует неспособность командования объективно оценивать ситуацию на фронте в то время. 10 августа Трибуц вновь уже официально предложил вывести флот из Таллина, на что в ответ 12 августа получил директиву от К. Е. Ворошилова на активизацию действий флота (об эвакуации в ней даже не упоминалось). Разрешение на эвакуацию флота было получено только 26 августа, когда немецкая артиллерия уже вела огонь по советским кораблям в Таллинском порту. Фактически командование флота приступило к подготовке эвакуации ранее, 24 августа (в этот день из Таллина вышли первые корабли с эвакуируемыми), что также было запоздалым решением.
Германское командование со своей стороны стремилось выполнить директиву Гитлера № 33 «не допустить погрузку советских войск в Эстонии на суда и прорыв … в направлении Ленинграда». С этой целью на южном берегу Финского залива вдоль маршрута перехода Балтийского флота из Таллина в Ленинград была развернута береговая артиллерия (17 дивизионов), на северном берегу уже имелись две стационарные финские береговые батареи. В Финском заливе силами кригсмарине и ВМФ Финляндии в июле — августе 1941 года были спешно установлены 36 минных заграждений (777 немецких и 1261 финские морские мины, 796 немецких минных защитников). Из числа этих заграждений к началу перехода было обнаружено (но не установлены точные границы) только 16. На аэродромах для действий по кораблям Балтфлота (КБФ) были спешно развёрнуты 110 немецких и 10 финских самолётов. В Финском заливе действовали финские торпедные катера (немецкие катера в операции участия не принимали).

## План перехода и состав отрядов прорыва и конвоев

### План перехода
Прорыв флота предполагалось совершить в следующем порядке: отряд главных сил, отряд прикрытия, арьергард и четыре конвоя. Отряду главных сил ставилась задача прикрытия первого и второго конвоев от мыса Юминда до острова Гогланд. Отряду прикрытия — защищать второй и третий конвои от острова Кери до острова Вайндло. Арьергарду — прикрывать с тыла третий и четвёртый конвои. В составе четырёх конвоев находились 107 кораблей (45 судов и 62 корабля охранения), ещё 51 корабль и судно, участвующие в переходе, официально ни в один конвой включены не были. По ходу операции имели место перемещения кораблей из одного конвоя в другой, как по приказу, так и несанкционированные. Всего из Таллина в поход 28 августа 1941 года вышли 225 кораблей и судов.
Кроме того, из состава сил Кронштадтской военно-морской базы был сформирован отряд обеспечения под командованием капитана 2-го ранга И. Г. Святова в составе 12 тральщиков, 4 сторожевых кораблей, 6 торпедных катеров, 8 малых охотников, 2 буксиров, 4 мотоботов, 2 катеров и спасательного судна, развернутый на острове Гогланд, с задачей прикрывать конвои и корабли на конечном этапе, обеспечивать проводку минными полями перед базой и оказывать помощь терпящим бедствие судам. Эти корабли в прорыве не участвовали.
Командование флота выбрало для прорыва центральный фарватер, отказавшись от северного вблизи финского побережья из-за угрозы вражеских подводных лодок и лёгких сил и от южного фарватера вдоль эстонского побережья из-за угрозы немецкой артиллерии. Многие исследователи полагают, что все эти угрозы были сильно переоценены, зато наиболее опасные - минные заграждения и действия вражеской авиации (от которых флот к тому времени уже понёс большинство своих потерь в кораблях на Балтике) — недооценены.

### Отряд главных сил
- Флагманский корабль — крейсер «Киров»,
- лидер эсминцев «Ленинград»,
- 3 эсминца («Сметливый»,"Гордый", «Яков Свердлов»),
- 5 подводных лодок (С-5, С-4, «Калев», «Лембит», Щ-405),
- 4 катера «малый охотник» (МО-112, МО-131, МО-133, МО-142),
- 3 сторожевых катера (СКА ПС-202, ПС-204, ПС-233),
- 7 торпедных катеров (ТКА-37, ТКА-73, ТКА-74, ТКА-84, ТКА-103, ТКА-113, ТКА-144),
- 5 базовых тральщиков (Т-207 «Шпиль», Т-204 «Фугас», Т-205 «Гафель», Т-206 «Верп», Т-217),
- 1 ледокол («Суур Тылл»).

Всего 30 вымпелов (29 боевых кораблей и 1 вспомогательное судно), командир отряда главных сил — контр-адмирал В. П. Дрозд. На крейсере «Киров» находился командующий флотом вице-адмирал В. Ф. Трибуц с группой основных работников штаба флота.

### Отряд прикрытия
- лидер эсминцев «Минск»,
- 2 эсминца («Скорый», «Славный»),
- 4 подводные лодки (Щ-322, М-95, М-98, М-102),
- 3 сторожевых катера и 1 катер «малый охотник» (СКА ПК-207, ПК-212, ПК-213, МО-510),
- 5 базовых тральщиков (Т-210 «Гак», Т-211 «Рым», Т-215, Т-218, Т-203 «Патрон»),
- 4 торпедных катера (ТКА-33, ТКА-53, ТКА-91, ТКА-101),
- 1 посыльное судно («Пиккер») и 1 спасательное судно («Нептун»).

Всего 22 вымпела (20 боевых кораблей и 2 вспомогательных судна), командир отряда прикрытия — командир 5-го дивизиона эсминцев капитан 1-го ранга А. И. Заяц. На лидере «Минск» находился начальник штаба флота контр-адмирал Ю. А. Пантелеев.

### Арьергард
- 3 эсминца («Калинин», «Володарский», «Артём»),
- 3 сторожевых корабля («Снег», «Буря», «Циклон»),
- 4 катера «малый охотник» (МО-5, МО-135, МО-197, МО-204),
- 3 сторожевых катера (СКА ПК-210, ПК-211, ПК-232),
- 2 торпедных катера (ТКА-51, ТКА-61).

Всего 15 боевых кораблей. Арьергардом командовал командир минной обороны Таллинской военно-морской базы контр-адмирал Ю. Ф. Ралль.

### Конвой № 1
- 8 транспортов («Алев», «Атис Кронвалдс», «Иван Папанин», «Казахстан», «Калпакс», «Элла», «Эргонаутис», «Ярвамаа»)[9] с 3 мотоботами на буксирах,
- 1 ледокол («Кришьянис Вальдемарс»),
- 1 штабное судно («Вирония»),
- 1 плавбаза («Ленинградсовет»),
- 1 плавмастерская («Серп и Молот»),
- 3 подводные лодки (Щ-307, Щ-308, М-79).

Силы охранения конвоя составляли:
- 2 эсминца («Свирепый»[англ.], «Суровый»[англ.]),
- 7 тральщиков (все — переоборудованные из гражданских судов, № 52 «Буек», № 56 «Барометр», № 57 «Виестурс», № 71 «Краб», № 72 «Дзержинский», № 91 «Ляпидевский», № 91 «Баян»),
- 2 сторожевых корабля («Аметист», «Касатка»),
- 6 катеров-тральщиков (КАТЩ-1201, КАТЩ-1206, КАТЩ-1208, КАТЩ-1209, КАТЩ-1210, КАТЩ-1211),
- 1 катер «морской охотник» (МО-507) и 1 сторожевой катер (ПК-208).

Всего 18 кораблей и судов, а также 20 кораблей охранения. Командир конвоя — капитан 2 ранга Богданов.

### Конвой № 2
- 2 транспорта («Найссаар», «Шауляй») с 2 парусно-моторными шхунами на буксирах,
- 1 ледовый буксир («Тасуя») с неисправным тральщиком № 86 на буксире,
- 1 гидрографическое судно («Лоод»),
- 3 заградителя сетевых («Вятка», «Онега», «Азимут»).

Силы охранения конвоя оставляли:
- 6 тральщиков (все — переоборудованные из гражданских судов, № 43, № 44, № 47, № 84, № 88, № 121),
- 8 катеров-тральщиков (КАТЩ-1203, КАТЩ-1204, КАТЩ-1205, КАТЩ-1509, КАТЩ-1510, КАТЩ-1511, КАТЩ-1512, КАТЩ-1514),
- 1 канонерская лодка («Москва»),
- 1 катер «морской охотник» (МО-200) и 1 сторожевой катер (ПК-214).

Всего 10 кораблей и судов, а также 17 кораблей охранения. Командир конвоя — капитан 2 ранга Н. В. Антонов.

### Конвой № 3
- 9 транспортов («Аусма», «Балхаш», «Вторая Пятилетка», «Кумари», «Лейк Люцерне», «Луга», «Скрунда», «Тобол», «Эверита»),
- 1 танкер (№ 12),
- 1 спасательное судно («Колывань»).

Силы охранения конвоя оставляли:
- 4 тральщика (все — переоборудованные из гражданских судов, «Олонка», «Осётр», «Шуя», № 83),
- 7 катеров-тральщиков (КАТЩ-1101, КАТЩ-1103, КАТЩ-1104, КАТЩ-1106, КАТЩ-1108, КАТЩ-1109, КАТЩ-1110),
- 1 канонерская лодка («Амгунь»),
- 2 катера «морской охотник» (МО-501, МО-502).

Всего 11 кораблей и судов, а также 14 кораблей охранения. Командир конвоя — капитан 2 ранга Янсон.

### Конвой № 4
- 1 спасательное судно («Сатурн»),
- 1 самоходная баржа (ТТ-1),
- 2 буксира (КП-6, КП-12) с неисправным торпедным катером ТКА-121 на буксире,
- подводная лодка (Щ-301).

Силы охранения конвоя оставляли:
- 3 тральщика («Пикша», «Поводец», «Ястреб»),
- 4 катера-тральщика (КАТЩ-1503, КАТЩ-1504, КАТЩ-1505, КАТЩ-1506),
- 1 канонерская лодка («И-8»),
- 3 сторожевых корабля («Ост», «Разведчик», «Щорс»).

Всего 6 кораблей и судов, а также 11 кораблей охранения. Командир конвоя — капитан 3 ранга Глуховцев.

### Корабли и суда, не зачисленные в состав конвоев, но участвовавшие в переходе
- 1 сторожевой корабль («Топаз»),
- 3 сторожевых катера (СКА ПК-220, СКА-601, СКА-602),
- 1 судно-ловушка («Хийусаар»),
- 10 пограничных катеров (ПКА-273, ПКА-274, ПКА-279, ПКА-280, ПКА-284, ПКА-288, ПКА-290, ПКА-292, ПКА-294, ПКА-297),
- 2 катера-тральщика (КАТЩ-1313, КАТЩ-1501),
- 1 транспорт («Вормси»),
- 1 посыльное судно («Юпитер»),
- 1 спасательное судно («Метеор»),
- 1 гидрографическое судно («Восток»),
- 1 шаланда (С-12 «Петергоф»),
- 11 буксиров («Альфа», «Вента», «Вильми», «Кайя», «Палдиски», «Эзро», И-18, КП-17, КП-18, ЛП-5, ОЛС-6),
- 1 вспомогательное судно (ВРД-43),
- 2 быстроходных катера (БК-1, БК-2),
- 9 катеров различного назначения (БО-1, БО-03, ВР-5, ВР-6, МТ-8, О-4, С-1, Ш-1, Ш-2),
- 3 парусно-моторные шхуны («Атта», «Хийудена», «Хийуранд», «Хийутаат»),
- 2 баржи (НБ-21, № 252).

Задача осложнялась тем, что до начала эвакуации Балтфлот потерял уже более трети своих тральщиков (9 базовых тральщиков, 6 тральщиков из бывших буксиров). Но, к сожалению, даже оставшимися небольшими тральными силами командование флота предварительную очистку фарватеров для будущего перехода в начале и середине августа 1941 года не произвело, тральщики выполняли второстепенные задачи.
В прорыв вышло 10 уцелевших базовых тральщиков, разделенных по 5 единиц для проводки двух отрядов кораблей за тралами. Хотя флагманский минёр флота предлагал вывести их все в голову прорыва и создать максимально возможный протраленный фарватер, обозначив для идущих следом отрядов кораблей его вехами и небольшими катерами, но Трибуц с этим планом не согласился.

## Силы люфтваффе
По плану «Барбаросса» на ленинградском направлении действовал 1-й воздушный флот люфтваффе c приданным ему I авиакорпусом. Из указанных сил было сформировано отдельное командование «Остзее» (командующий — оберст Вольфганг фон Вилд), главной задачей должны были стать действия против советского судоходства на Балтике. К началу вторжения в СССР в состав командования входили:
- 806-я бомбардировочная авиагруппа морского назначения Küstenfliegergruppe 806 (KGr.806), Ju-88A[сколько?].
- 1-я эскадрилья учебно-боевой группы 54-й истребительной эскадры «Грюнхерц» (Erg.Gr./JG54); Bf-109E[сколько?]; обер-лейтенант Эггерс.
- 125-я морская разведывательная группа (Aufkl.Gr. 125); гидросамолеты Не-114, Не-60 и Аг-95А[сколько?]; оберст-лейтенант Герхард Кольбе.
- 9-я морская поисково-спасательная эскадрилья (9.Seenot-staffel); Do-23 и Не-59В[сколько?].

В августе-октябре 1941 года KGr.806 базировалась в Риге. Именно силы командования «Остзее» нанесли основной урон судам, выполнявшим переход Таллин-Ленинград.

## Переход

### Отход войск и посадка на суда
27 августа в 11 часов командующий флотом Трибуц отдал приказ о начале отхода войск и посадки на суда, через два часа войска начали перегруппировку для отхода. В 16 часов началась посадка раненых, учреждений флота и некоторых частей 10-го стрелкового корпуса. Грузили боевую технику и наиболее ценное имущество. На крейсер «Киров» был погружен золотой запас и правительство Эстонcкой ССР. Отход и посадка войск прикрывались береговой артиллерией флота и заградительным огнём кораблей. Противник, в свою очередь, вёл интенсивный огонь по городу и порту, производил налёты группами по 5-9 самолётов. В 18 часов подрывные команды приступили к уничтожению объектов и материальных средств базы. Железнодорожные вагоны (более тысячи) сбрасывались в море у маяка Пакри, вагоны с боеприпасами взрывались, около 21 часа был взорван арсенал.
Основные силы начали посадку на суда около 22 часов и продолжали её до рассвета 28 августа. Погрузка осуществлялась в заранее обусловленных районах Таллинского залива — Купеческой гавани, Минной гавани, Беккеровской гавани, Русско-Балтийской гавани, а также в порту Палдиски, о. Нарген, о. Вульф и на полуострове Вийсми. В день эвакуации 27 августа огнем артиллерии противника уже обстреливалась Купеческая гавань, поэтому транспортные суда были отправлены в Беккеровскую гавань. Военнослужащих подлежащих погрузке на эти транспорты пришлось грузить на другие корабли. Таким образом суда «Тобол», «Аусма» и «Скрунда» так и не смогли принять запланированное количество военнослужащих и были выведены на рейд фактически без пассажиров, из-за этого другие транспорты были вынуждены брать увеличенный контингент войск. Учёта во многих случаях не велось. Приняв личный состав и технику, суда выводились с рейда в район формирования конвоев буксирами. Имели место дезорганизация, неприбытие кораблей в места погрузки войск и грузов, другие корабли были сильно перегружены. Разработанный командованием флота «План посадки людей на суда» не соблюдался и фактически был сорван. Часть бойцов, которых не забрали с берега суда, устремлялись на рейды на шлюпках и там их принимали на борт корабли (только по донесениям с ряда уцелевших кораблей таких нагнавших корабли спасавшихся людей принято на борт свыше 400 человек).
По подсчётам различных исследователей, корабли приняли на борт в Таллине от 20 до 27 тысяч человек, с учётом гражданских лиц. По подсчетам Р. А. Зубкова, на кораблях находилось: 28 573 бойцов (личного состава экипажей кораблей и береговых служб флота — 19 903 человека, из 10-го стрелкового корпуса — 8 670 человек), а также 12 806 гражданских лиц (в их числе 1 179 членов экипажей гражданских судов) и 613 вольнонаемных служащих флота. Общим числом 41 992 человека.

### Переход 28 августа
Волнение на море усилилось до 7 баллов, тральщики не могли идти с поставленными тралами. Из-за этого был отдан приказ стоять на якоре у островов Найссаар и Аэгна, вместо планового начала движения первого конвоя уже в 22 часа. По причине отсрочки выхода форсирование минного заграждения «Юминда» приходилось на ночное время, а не на дневное, как предусматривалось планом.
В 11 часов 35 минут 28 августа 1941 года был отдан приказ сниматься с якоря. Тральщики приступили к тралению, около 14 часов из Таллина стали выходить конвои. Транспортные суда «Казахстан», «Иван Папанин» и «Эргонаутис» из состава конвоя-2, ушли вместе с конвоем-1. Отряд главных сил начал движение в 17 часов. Скорость конвоев определялась скоростью тихоходных тральщиков, чуть более 6 узлов. Отряды главных сил и прикрытия, каждый за пятью тральщиками, шли со скоростью 10-12 узлов. Через 2-3 часа после съёмки с якоря отряды вытянулись на переходе в линию более 15 миль. Второй конвой шёл параллельно основным силам, чуть севернее.
Практически сразу после выхода из Таллина начались подрывы морских мин в тралах. По кораблям и транспортам несколько раз открывала огонь береговая артиллерия противника (безрезультатно). Около 19 часов 50 минут конвой № 2 был атакован пятью торпедными катерами, которых отогнали артиллерийским огнём, не дав им возможность выйти на дистанцию торпедного выстрела (позднее в советской литературе часто утверждалось о двух потопленных при этом торпедных катерах, что не соответствует действительности). До наступления темноты авиация противника произвела несколько атак и потопила четыре судна, несколько были повреждены. Первым подорвался на мине и затонул транспорт из конвоя-1 «Элла». В районе острова Мохни в 18 часов 30 минут атакованный в первом конвое ледокол «Кришьянис Вальдемарс» при уклонении от бомб вышел из протраленной полосы и в результате подрыва на мине затонул. У мыса Юминда атакован авиацией штабной корабль «Вирония», из-за панического приказа старшего механика корабля на нём стравили пар, корабль потерял ход, вышел из протраленного фарватера и его снесло на минное заграждение. Около 22:00 спасательное судно «Сатурн» взяло его на буксир, но через полчаса после начала буксировки подорвалось на мине и начало медленно тонуть. Получив тяжелые повреждения, «Сатурн» и «Вирония» продолжали дрейфовать и затонули уже после полуночи. Также вечером при постановке дымового заграждения у «Кирова» потоплен артиллерийским огнём катер ПК-233 (в ряде источников назван МО-233).
С наступлением темноты отряд главных сил вошёл в плотное минное заграждение, выставленное немцами и финнами. Около 20 часов подорвались на минах и погибли тральщики ТЩ «Краб» и ТЩ «Барометр». Три из пяти тральщиков отряда утратили тралы в результате затравливания минных защитников. Вслед за этими неприятностями подорвалась подлодка С-5, почти весь экипаж погиб. Подорвался на мине и погиб с большей частью экипажа эсминец «Яков Свердлов», получил тяжёлые повреждения эсминец «Гордый». Около 21 часа четыре из пяти тральщиков отряда прикрытия оторвались и присоединились к отряду главных сил, проигнорировав распоряжения командира отряда. Из состава отряда прикрытия вслед за этим в 22:15 подорвался и погиб эсминец «Скорый»; лидер «Минск» и эсминец «Славный» в результате подрывов были тяжело повреждены. Следовавший без тральщиков, на параванах-охранителях, арьергард от подрыва на минах потерял эсминцы «Калинин», «Артём», «Володарский», сторожевики «Циклон» и «Снег». Подорвался грузовой транспорт «Элла» с 900 людьми на борту, транспорт «Эверита» с гарнизоном Найссаара на борту в 1500 человек, затонул через минуту после подрыва. В этих условиях командующий флотом приказал встать на якорь до восхода солнца. Принято это решение было после того, как отряд главных сил уже фактически прошел минное заграждение противника. Информации о минной обстановке командующий не имел, так как до перехода, с 10 августа, по его приказу, разведка и траление фарватеров не велись с целью не допустить их демаскировки.
Около 4 часов утра два финских торпедных катера торпедой потопили парусно-моторную шхуну «Атта», а затем около 6-00 утра захватили два безоружных буксира (И-18, «Палдиски»), доставив их в Хельсинки. Около 6-20 утра лидеры «Минск» и «Ленинград» безрезультатно вели огонь по неизвестным торпедным катерам. Предположительно, это были те самые финские катера. Встречающаяся в литературе версия о потоплении по ошибке двух советских торпедных катеров своим огнём не подтверждается документами.
Итак, к моменту постановки на якоря в ночь с 28 на 29 августа, флот потерял 26 кораблей и судов потопленными (5 эсминцев, 3 транспорта, 1 ледокол, 2 буксира, 2 тральщика, 2 подводные лодки, 1 канонерская лодка, 2 сторожевых корабля, госпитальное судно, спасательное судно, штабной корабль, 3 катера, шаланда), 5 — повреждёнными (3 эсминца, лидер, транспорт), 2 — захваченными врагом, пропала без вести 1 наливная баржа.

### Переход 29 августа
С наступлением рассвета (в 5-40) боевые корабли отрядов главных сил, прикрытия и арьергарда снялись с якоря и полным ходом, до 27 узлов, ушли на Кронштадт. Эсминец «Суровый» сопровождал подорвавшегося «Славного», эсминец «Свирепый» буксировал «Гордого». В отряде главных сил исправными оставались крейсер «Киров» и эсминец «Сметливый», в отряде прикрытия — лидер «Ленинград». Около 6-30 утра торпедные катера окончили спасение личного состава с транспорта «Луга» и безрезультатно пытались потопить его артиллерийским огнём. По обнаруженным разрывам расположение транспорта засекла немецкая береговая батарея с полуострова Юминда, потопившая пустой транспорт.
До момента выхода кораблей и конвоев из зоны минного заграждения (около 9-40) утром 29 августа на минах погибли сторожевой корабль «Снег», транспорт «Балхаш», спасательное судно «Колывань», два неустановленных судна (предположительно, посыльное судно «Юпитер» и буксир «Вильми»).
Но самое страшное было впереди. В 5-30 утра над конвоями появился первый немецкий самолёт, потом пролетали несколько разведчиков, примерно с 7-00 утра начались непрерывные авианалёты. Пользуясь близостью своих аэродромов (не более 100 километров) и практически полным отсутствием советской авиации, немецкая авиация обрушилась на тихоходные конвои, к тому же имевшие крайне слабое зенитное вооружение. Практически без серьёзного огневого противодействия немцы выбирали самые крупные цели. У острова Родшер в 13-15 погиб транспорт «Аусма», в 15-10 потоплен транспорт «Тобол», в 16-15 — транспорт «Калпакс» (на нём после более чем 40 атак авиации погибло более 1000 человек, в том числе 870 раненых), в 18-00 — транспорт «Алев», в 18-10 — транспорт «Атис Кронвалдс», в 18-20 — танкер № 12, в 20-30 — транспорт «Вторая пятилетка», после 21-00 — транспорт «Вормси» и буксир «Вента».
Получив сильные повреждения и из-за возникших пожаров на прибрежные отмели острова Гогланд выбросились транспорты «Иван Папанин», «Лейк Люцерна», плавмастерская «Серп и Молот» с новейшим оборудованием и огромным количеством запчастей для корабельных механизмов, особенно для подлодок, туда же был отбуксирован и транспорт «Шауляй». Транспорт «Казахстан» выбросился на отмель острова Вайндло, эти действия позволили спасти жизни тысячам людей, перевозимых на этих судах.
Были повреждены транспорты «Скрунда», «Ярвамаа». Кроме этого, получили повреждения, но добрались или были отбуксированы до Кронштадта канонерская лодка «Аргунь», подводная лодка «Калев», ледокол-буксир «Тасуя», транспорт «Казахстан» и торпедный катер ТКА-74. Ещё два посыльных катера пропали без вести, а судно-ловушка «Хийусаар» было выброшено волнами на остров Гогланд.
Корабли главных сил стали прибывать в Кронштадт с 17-20 часов 29 августа. До конца дня 29 августа туда дошли 24 корабля и судна, в тот же день в базу на остров Гогланд прибыли 16 небольших судов и катеров.
В этот день, 29 августа, погибло наибольшее количество эвакуированных бойцов и гражданских лиц. Вместе с тем, героическими действиями экипажей остальных кораблей и судов под огнём вражеской авиации были спасены в море свыше 9 300 человек, ещё свыше 6 100 человек сошли на остров Гогланд с подошедших к нему горящих или прибуксированных повреждённых кораблей. Для спасения людей в море высылались корабли из Кронштадта, с Гогланда и с острова Лавенсаари, на их счету тысячи спасённых жизней.
Авиация Балтийского флота действовала беспорядочно, малыми силами, не в зоне действия основных сил немецкой авиации, не обеспечила прикрытие транспортов, больше летала над отрядами главных сил и прикрытия, и то подавляющей частью во второй половине дня.

### 30 августа и последующие дни
В этот день в Кронштадт продолжали прибывать отрядами и разрозненно уцелевшие корабли и суда — всего 107 единиц. Немецкая авиация бомбила острова Гогланд и Лавенсаари, добивая стоявшие у них ранее поврежденные транспорты («Иван Папанин», «Лейк Люцерна», «Серп и Молот», «Скрунда», «Ярвамаа» и «Шаулей»). В этот же день началась перевозка спасённых бойцов, членов команд и граждан, сошедших на Гогланд с повреждённых судов, в Кронштадт и Ленинград.
Эвакуация людей с других потопленных судов у островов Гогланда, Вайндло и Лавенсаари завершилась 7 сентября. В этой операции было задействовано 87 единиц флота. Всего до окончания эвакуации 7 сентября 1941 года было доставлено 11 049 человек. Потерь в кораблях при этом не было.

## Потери в кораблях
Вопрос о потерях в корабельном составе остаётся спорным, оценки историков и авторов публикаций на эту тему значительно отличаются друг от друга. Так, в официальной истории ВМФ в Великой Отечественной войне СССР говорилось о 62 потерянных военных кораблях и судах, в статье историка флота В. И. Ачкасова — о 50 погибших кораблях и судах, в труде Г. А. Аммона — о 52 кораблях и судах, в статье А. Колпакова — о 15 боевых кораблях и 46 транспортах и вспомогательных судах, в других статьях и книгах называются цифры от 8 до 19 боевых кораблей и от 19 до 51 транспортов и вспомогательных судов.
Потери в боевых кораблях во время Таллинского перехода составили 19 единиц:

• 5 эскадренных миноносцев («Скорый», «Артём», «Володарский», «Калинин», «Яков Свердлов»),

• 2 подводные лодки («С-5», «Щ-301»),

• 3 сторожевых корабля («Снег», «Топаз», «Циклон»),

• 2 тральщика (№ 56 «Барометр», № 71 «Краб»),

• 1 канонерская лодка («И-8»), 

• 2 сторожевых катера (№ 197зав, ПК-233),

• 1 торпедный катер (№ 103), 

• 2 пограничных катера (К-290, К-297),

• 1 судно-ловушка («Хийусаар»).
Потери транспортов и вспомогательных судов составили 43 единицы:

• 18 транспортов («Эверита», «Луга», «Иван Папанин», «Ярвамаа», «Алев», «Калпакс», «Атис Кронвальдис», «Балхаш», «Найссар», «Эргонаутис», «Тобол», «Аусма», «Скрунда», «Вторая Пятилетка», «Элла», «Шауляй», «Лейк Люцерне», «Вормси»),

• 1 штабной корабль («Вирония»),

• 1 танкер (№ 12), 

• 1 ледокол («Кришьянис Вальдемарс»), 

• 7 буксиров (ОЛС-7 «Колыма», ЛП-5 — он же С-101, «Вильми», КП-18, «Вента», И-18, «Палдиски»),

• 2 спасательных судна («Сатурн», «Колывань»),

• 1 плавмастерская «Серп и Молот», 

• 1 гидрографическое судно («Восток»), 

• 1 посыльное судно («Юпитер»), 

• самоходная баржа ТТ-1,

• 2 катера (ВР-6, Ш-1),

• 1 шаланда («Петергоф»),

• 2 баржи (ТТ-1, НБ-21),

• 1 парусно-моторная шхуна («Атта»),

• 3 мотобота (№ 56 «Механизатор», № 61 «Капитан», № 62 «Вейно»).
Из общего количества в 62 единицы боевых кораблей, транспортов и вспомогательных судов причины гибели следующие:

• погибли на минах — 31 (15 боевых кораблей и 16 транспортов и вспомогательных судов),

• авиация врага — 19 транспортов и вспомогательных судов,

• уничтожено береговой артиллерией — 1 боевой корабль,

• потопление торпедой вражеским катером — 1 судно,

• авария (столкновение с другим кораблем при уклонении от бомб) — 5 (1 боевой корабль и 4 судна),

• причина гибели неизвестна — 3 (2 корабля и 1 судно).
Кроме того, ряд боевых кораблей получили значительные повреждения, в их числе лидер «Минск», эсминцы «Славный» и «Гордый».
| Название                    | Тип судна                          | Команда корабля | Пассажиры | Дата гибели | Причина гибели         | Спасено человек                                                                             | Погибло пассажиров и из команды кораблей      |
| --------------------------- | ---------------------------------- | --------------- | --------- | ----------- | ---------------------- | ------------------------------------------------------------------------------------------- | --------------------------------------------- |
| «Скорый»                    | Эскадренные миноносцы проекта 7-У  | 245             | 97        | 28 августа  | подрыв на мине         | более 146 человек, в том числе 62 из экипажа                                                | 183 из экипажа                                |
| «Яков Свердлов»             | Эскадренные миноносцы типа «Новик» | 168             | 60        | 28 августа  | подрыв на мине         | 96 с экипажа и 20 пассажиров                                                                | 40 и 72 из экипажа                            |
| «Калинин»                   | Эскадренные миноносцы типа «Новик» | 157             | 273       | 28 августа  | подрыв на мине         | более 215 человек, включая 7 из экипажа                                                     | 150 из экипажа                                |
| «Володарский»               | Эскадренные миноносцы типа «Новик» | 157             | 99        | 28 августа  | подрыв на мине         | 24 пассажира                                                                                | 157 из экипажа                                |
| «Артём»                     | Эскадренные миноносцы типа «Новик» | 168             | 235       | 28 августа  | подрыв на мине         | 17 с экипажа. С Артема, Володарского и Калинина спасено 122 человека (кроме выше указанных) | 151 из экипажа                                |
| «Циклон»                    | Сторожевой корабль                 | 114             | 49        | 28 августа  | подрыв на мине         | 43 человека с «Циклона» и «Снега» из числа экипажа                                          | 49 и большинство экипажа                      |
| «Снег»                      | Сторожевой корабль                 | 114             |           | 29 августа  | подрыв на мине         |                                                                                             | большинство экипажа                           |
| И-8                         | канонерская лодка                  | 76              |           | 28 августа  | подрыв на мине         | 68 с команды корабля                                                                        | 8 с команды                                   |
| С-6                         | Подводные лодки типа «Средняя»     | 45              |           | 28 августа  | подрыв на мине         |                                                                                             | 41                                            |
| Щ-301                       | Подводные лодки типа «Щука»        | 38              |           | 28 августа  | подрыв на мине         |                                                                                             | 33                                            |
| «Кришьянис Вальдемарс»      | ледокол                            | 81              | 87        | 28 августа  | подрыв на мине         | 31 с команды корабля                                                                        | 87 и 50 с команды                             |
| ВТ № 530 «Элла»             | санитарно-транспортный пароход     | 45              | 803       | 28 августа  | подрыв на мине         | 25 с команды корабля и 201 пассажир                                                         | 602 и 20 с команды                            |
| ВТ № 545 «Эверита»          | транспортный пароход               | 43              | 1550      | 28 августа  | подрыв на мине         | 32 с команды корабля                                                                        | 1550 и 11 с команды                           |
| ВТ-584 «Найсаар»            | транспортный пароход               |                 | 1500      | 28 августа  | подрыв на мине         |                                                                                             | 1500                                          |
| ВТ-537 «Эргонаутис»         | транспортный пароход               | 25              | 300       | 28 августа  | подрыв на мине         | 13 с команды корабля                                                                        | 300 и 12 с команды                            |
| «Колывань»                  | спасательное судно                 | 50              | 270       | 28 августа  | подрыв на мине         | 23 с команды корабля                                                                        | 270 и 27 с команды                            |
| «Сатурн»                    | спасательное судно                 | 64              | 800       | 29 августа  | подрыв на мине         | 61 с команды корабля и 315 пассажиров                                                       | 485 и 3 с команды                             |
| «Вирония»                   | штабное судно                      | 70              | 2467      | 29 августа  | подрыв на мине         | 1 с команды корабля и 208 пассажиров                                                        | 2259 и 69 с команды                           |
| ВТ № 501 «Балхаш»           | транспортный пароход               | 48              | 3900      | 29 августа  | подрыв на мине         | 32 с команды корабля и 85 пассажиров                                                        | 3815 и 16 с команды корабля                   |
| ВТ № 518 «Луга»             | санитарно-транспортный пароход     | 44              | 1430      | 29 августа  | подрыв на мине         | 43 с команды корабля и 1410 пассажиров                                                      | 20 и 1 с команды                              |
| ВТ № 524 «Колпакс»          | санитарно-транспортный пароход     | 44              | 1000      | 29 августа  | бомбардировка авиацией | 30 с команды корабля                                                                        | 14 с команды и большинство пассажиров         |
| ВТ № 511 «Алев»             | санитарно-транспортный пароход     | 45              | 1280      | 29 августа  | бомбардировка авиацией | 27 с команды корабля                                                                        | 149 человек, включая 18 с команды корабля     |
| ВТ № 563 «Атис Кронвалдс»   | транспортный пароход               | 45              | 800       | 29 августа  | бомбардировка авиацией | 32 с команды корабля                                                                        | 13 с команды корабля и большинство пассажиров |
| Танкер № 12                 | транспортный пароход               | 41              | 300       | 29 августа  | бомбардировка авиацией | 20 с команды корабля и 219 пассажиров                                                       | 81 и 21 из команды                            |
| ВТ № 543 «Вторая Пятилетка» | транспортный пароход               | 45              | 250       | 29 августа  | бомбардировка авиацией | 37 с команды корабля и 242 пассажира                                                        | 8 и 8 с команды                               |
| ВТ № 547 «Ярвамаа»          | транспортный пароход               |                 | 523       | 30 августа  | бомбардировка авиацией | 6 человек с команды С «Ярваама», «Алев», «Колпакс», «Атис Кронвалдс» спасено 1034 человека. |                                               |
| «Серп и Молот»              | пароход                            | 63              | 1090      | 30 августа  | бомбардировка авиацией | 62 с команды корабля и 1089 пассажиров                                                      | 1 и 1 из команды                              |
| ВТ № 581 «Лейк Люцерна»     | транспортный пароход               |                 | 2000      | 30 августа  | бомбардировка авиацией | все спасены                                                                                 | —                                             |
| ВТ № 505 «Иван Папанин»     | транспортный пароход               | 45              | 3200      | 30 августа  | бомбардировка авиацией | 35 с команды корабля и 3130 пассажиров                                                      | 70 и 10 из команды                            |
| ВТ № 529 «Скрунда»          | транспортный пароход               | 44              | 1375      | 30 августа  | бомбардировка авиацией | все спасены                                                                                 | —                                             |
| ВТ № 550 «Шауляй»           | транспортный пароход               | 33              | 1000      | 2 сентября  | бомбардировка авиацией | все спасены                                                                                 | —                                             |
| ВТ № 523 «Казахстан»        | транспортный пароход               |                 | 3500      |             | бомбардировка авиацией | 2846 человек                                                                                | 654                                           |

- Погибшие ВТ-546 «Аусма», ВТ № 512 «Тобол» имели на борту лишь несколько десятков человек, большинство из которых были спасены. ТР № 529 «Скрунда» вышел в переход без пассажиров и уже в море принял на борт большинство личного состава с погибшей «Луги».

## Людские потери
Относительно человеческих жертв во время Таллинского перехода противоречия среди авторов ещё более сильные, чем относительно потерь в кораблях. Сам Трибуц в своих мемуарах называл число около 5000 погибших. Это же число подтверждал его начальник штаба, адмирал Пантелеев в своей книге. Нарком ВМФ Н. Г. Кузнецов доложил И. В. Сталину, что из 20 000 эвакуированных доставлено только 12 225 человек (следовательно, погибли 7 775 человек). В официальном издании Главного штаба ВМФ «Военно-Морской Флот Советского Союза в Великой Отечественной войне» названы потери около 10 000 человек.
В открытой советской печати количество вывезенных в Кронштадт войск оценивалось от 16 до 18 тысяч человек. В «Хронике Великой Отечественной войны Советского Союза на Балтийском море и Ладожском озере» (до недавнего времени находившейся под грифом «Для служебного пользования») утверждается, что в Кронштадт прибыло 12 225 человек. В монографии А. В. Платонова приводится общее число перевозимых людей — 28 900 человек, включая гражданских, и число погибших — около 11 000, включая 3000 гражданских лиц, но без учёта экипажей погибших кораблей и судов. В монографии профессора капитана 1 ранга В. Д. Доценко «История военно-морского искусства» (том 2. М., 2005) приводятся в разных главах сразу три числа погибших — более 12 000, более 14 000 и более 18 000, причем это противоречие автор никак не объясняет. На мемориальной доске в память погибших участников Таллинского перехода, указано 10 903 погибших.
По исследованию Р. А. Зубкова, из Таллина вышли 41 992 человека (включая экипажи, войска, гражданских лиц), доставлено в итоге в Кронштадт — 26 881 человек (64 %), погибло 15 111 человек (8 600 военнослужащих флота и 143 вольнонаёмных флота, 1 740 бойцов сухопутных войск, 4 628 гражданских лиц) — 36 %. Из 3172 человек, входивших в экипажи и комендантские команды затонувших кораблей, погибли 1581 человек, спасены 1591 человек (50 %). Из 30,5 тысяч пассажиров на этих судах погибло около 15 тыс. человек (49 %).
Наибольшее число людей погибло на транспорте «Балхаш» (3815 человек), штабном корабле «Вирониа» (2 259 человек), транспортах «Алев», «Атис Кронвальдис», «Карпакс» и «Ярвамаа» (на всех четырёх — 2 528 человек), транспортах «Эверита» (1 550 человек), «Найссаар» (1 500 человек), поврёждённом транспорте «Казахстан» (не менее 600 человек), транспорте «Элла» (602 человека).

## Потери люфтваффе
Суммарные потери командования «Остзее» составили десять самолётов: семь Ju-88 и по одному Ar-95, Ar-196 и Bv-138. Ещё три машины были повреждены, но смогли вернуться на свои базы. Наибольший урон понесла авиагруппа KGr.806, безвозвратно потерявшая пять бомбардировщиков Ju-88. По другим данным, потери Люфтваффе составили всего 3 самолёта, один из которых сбит зенитным огнём кораблей, второй — силами ВВС, третий разбился при посадке от полученных повреждений

## Итоги операции
Большинство кораблей Балтийского флота прибыли в Кронштадт и приняли участие в обороне Ленинграда, поддержке сухопутных частей огнём с моря и неудачными десантами. Потери противника оказались несоизмеримо меньшими.
Среди причин плачевного итога операции называют:
- Неоправданная затяжка с началом эвакуации Таллина (погрузка людей на суда велась под огнём вражеской артиллерии).
- Вынужденная спешка с проведением операции (план перехода и прикрытия конвоев разрабатывался в течение нескольких часов, доведён не до всех командиров и гражданских капитанов).
- Несогласованность действий Главного командования Северо-Западного направления, Ленинградского фронта и Балтийского флота. Не принятие самостоятельных решений в командном звене.
- Командование Балтийского флота на переходе практически не осуществляло единого руководства операцией на переходе и первым спешно убыло в Кронштадт, командиры всех отрядов и конвоев действовали каждый по своему усмотрению.
- Практически полностью отсутствовало авиационное прикрытие, а имеющиеся силы ВВС флота не были задействованы в полную силу (выполнили всего 168 боевых вылетов на прикрытие боевых кораблей, практически предоставив вражеской авиации полную свободу действий над конвоями), действовали только вблизи своих баз (не использовались подвесные баки с топливом), не была использована реальная возможность бомбовых ударов по аэродромам врага.
- Транспорты с войсками и гражданскими лицами имели крайне слабое зенитное вооружение, многие не имели его вообще.
- Разведка вообще и разведка минной обстановки в Финском заливе и вражеской береговой артиллерии в частности, отсутствовала, так как немецкий флот сделал минные постановки до 22 июня. Итог этого — неверные решения командования (выбор маршрутов движения, расстановка сил на переходе и т. д.).

## Прочие сведения
28 августа 1941 года во время эвакуации на эскадренном миноносце «Яков Свердлов» погиб 1-й председатель Совета народных комиссаров Эстонской ССР Йоханнес Лауристин.
Несмотря на непрерывные бомбовые удары, экипажи уцелевших кораблей самоотверженно спасали погибающих в море: из 18 200 человек, доставленных в Кронштадт, лишь около 4600 прибыли туда на тех кораблях, на которых вышли из Таллина; остальные 13 600 человек — это спасённые с погибших кораблей.

Наибольшие потери Краснознамённый Балтийский флот понёс на траверзе мыса Юминда, несколько десятков кораблей лежат сейчас там под водой. На мысе в память о тех событиях был поставлен памятник — гранитный валун и мемориальная доска в окружении морских мин и памятных плит с именами кораблей.

## Память
- В Санкт-Петербурге создана Региональная Общественная Организация «Память Таллинского прорыва», которая занимается сбором информации о прорыве кораблей и транспортов Балтийского флота из Таллина в Кронштадт. Организация ведет постоянный поиск участников перехода и их потомков, сохраняя воспоминания, фотографии и любые сведения о событии[38].
- В 1981 году на северной оконечности полуострова Юминда был установлен мемориал, который был отремонтирован в 1995 году. Каждый год в годовщину события у мемориала проводятся памятные мероприятия[39].
- В храме преподобного Сергия Радонежского в Палдиски освящена мемориальная доска в память о погибших в трагическом переходе.
- К 80-летию Таллинского перехода (называемого в Эстонии «битвой при Юминда») в Морском музее Эстонии (Лётная гавань) в Таллине открылась выставка «Ад в Балтийском море. Трагедия таллинского перехода 1941». Выставка, основанная на историях людей и судов, была подготовлена в сотрудничестве с деятелями эстонского кино[40].
- Из всех судов, совершивих переход, до наших дней сохранился ледокол «Суур Тылль» и подлодка «Лембит»